# Paola Valentini
Paola Valentini (Pesaro, 25 febbraio 1962) è una doppiatrice e dialoghista italiana.

## Biografia
Ha prestato la sua voce a numerose attrici, tra le quali Sarah Michelle Gellar (in Scream 2 e So cosa hai fatto), Drew Barrymore (in Scream e Best men - amici per la pelle), Jenna Elfman (in Dharma & Greg e Incinta per caso) e Nicholle Tom (in La tata).
Nel campo dei cartoni animati ha doppiato, tra i tanti personaggi, Sissi ne La principessa Sissi, la sirenetta Ariel e Minni della Banda Disney dal 1995 in sostituzione di Barbara Castracane.
Dall'indelebile attore e doppiatore Nino D'Agata ha avuto un figlio di nome Lorenzo (nato nel 2002), che ha iniziato a doppiare fin da piccolo.

## Doppiaggio

### Cinema
- Sarah Michelle Gellar in So cosa hai fatto, Scream 2
- Drew Barrymore in Best Men - Amici per la pelle, Scream, Prima o poi me lo sposo
- Julia Roberts in Femmine sfrenate - Satisfaction, Grand Champion
- Kimberly Williams-Paisley in Il padre della sposa 2
- Jennifer Garner in Fatti, strafatti e strafighe
- Catherine McCormack in The Land Girls - Le ragazze di campagna
- Allison Dean in Ruby in paradiso
- Tania Bambaci in The Perfect Husband
- Jami Gertz in Twister
- Elizabeth McNamara in Tuck Everlasting - Vivere per sempre
- Ever Carradine in La figlia del mio capo
- Helen Slater in Una borsa piena di guai
- Jane Adams in Happiness - Felicità
- Cláudia Abreu in Tieta do Brasil
- Tanya Blount in Sister Act 2 - Più svitata che mai
- Kristin Chenoweth in Annie - Cercasi genitori

### Film d'animazione
- Minni in Topolino, Paperino, Pippo: I tre moschettieri, Topolino e la magia del Natale, Topolino strepitoso Natale!, Il bianco Natale di Topolino - È festa in casa Disney, Topolino & i cattivi Disney
- Ariel in La sirenetta II - Ritorno agli abissi, Il bianco Natale di Topolino - È festa in casa Disney, La sirenetta: Quando tutto ebbe inizio e Ralph spacca Internet
- Lilli in Lilli e il vagabondo II - Il cucciolo ribelle
- Wendy in Ritorno all'Isola che non c'è
- Mary in Cenerentola II - Quando i sogni diventano realtà
- Auto Minni in Cars - Motori ruggenti, Cars 2
- Odile in Barbie e il lago dei cigni
- Topazio in Barbie Fairytopia e Barbie Fairytopia - La magia dell'arcobaleno

### Serie Televisive
- Jenna Elfman in Dharma & Greg e Incinta per caso
- Maria Bello in E.R. - Medici in prima linea
- Amy Adams in Streghe
- Melora Hardin in The Office
- Heather Graham in I segreti di Twin Peaks

### Cartoni animati
- Minni in Mickey Mouse Works, House of Mouse - Il Topoclub, La casa di Topolino, Topolino, Topolino e gli amici del rally, Topolino - La casa del divertimento
- Ariel in La sirenetta - Le nuove avventure marine di Ariel, House of Mouse - Il Topoclub, Sofia la principessa
- Scatto in Manny tuttofare
- Yolei Inoue in Digimon Adventure 02
- Felicia Hardy in Spider-Man: The Animated Series
- Sissi in La principessa Sissi
- Spectra Vondergeist in Monster High
- Lovelun in Pretty Cure Max Heart
- Candy Gatto (st.1, 1ª voce) e la fata dei denti in Peppa Pig
- Signorina Keane in The Powerpuff Girls
- Stella RossaGiallaArancioneVerde In Sfera Cubo Sfera
- Linka in Capitan Planet e i Planeteers

### Cortometraggi
- Minni in Once Upon a Studio

### Videogiochi
- Minni in Topolino Asilo[1], Topolino Prescolare[2], Disney Infinity[3], Disney Infinity 3.0 (2015)[4] e Disney Illusion Island[5]
- Minni e Ariel in Disneyland Adventures[6]

## Teatro
- A volte un gatto di Cristiano Censi, regia di Massimo Milazzo, con Carmen Onorati, Giorgio Lopez e Mino Caprio (1990-1991)[7]